# Саган (кратер)
Саган (англ. Sagan) — метеоритний кратер у квадранглі Oxia Palus на Марсі, що розташований на 10.7° північної широти й 30.7° західної довготи. Діаметр ≈ 100 км. Його було названо 2000 року на честь Карла Сагана, який заснував Планетарне товариство. 

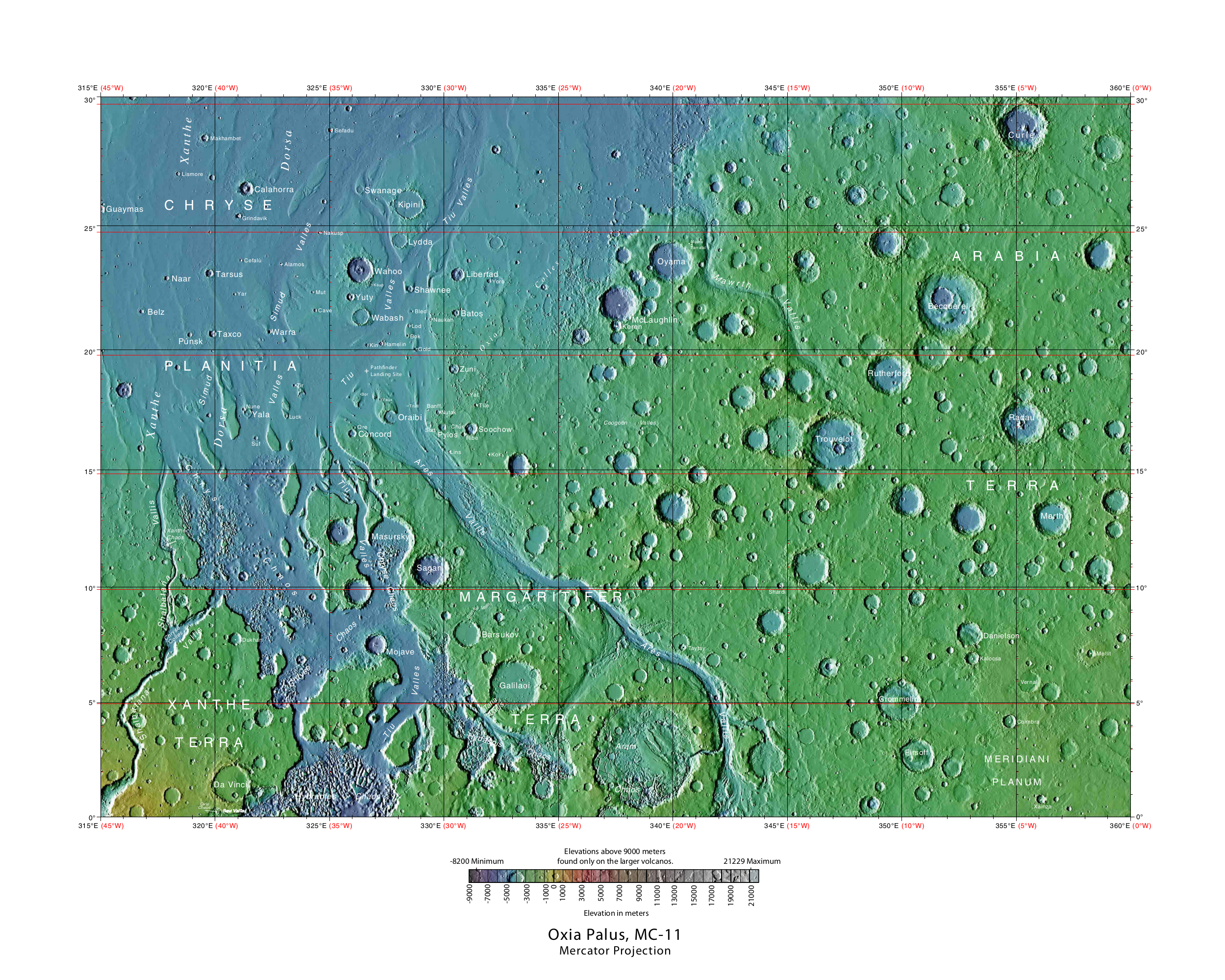
Квадрангл Oxia Palus.
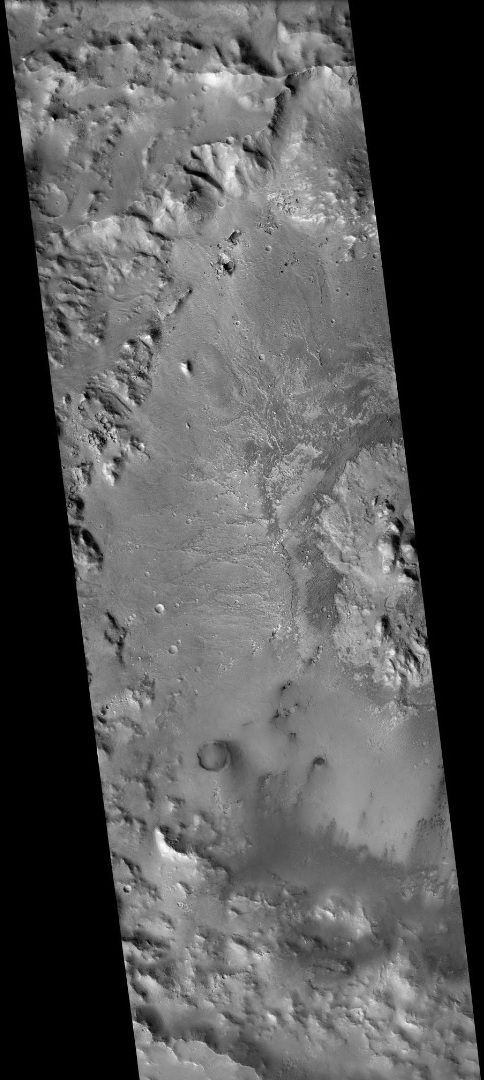
Західний бік кратера Сагана, знятий камерою CTX.
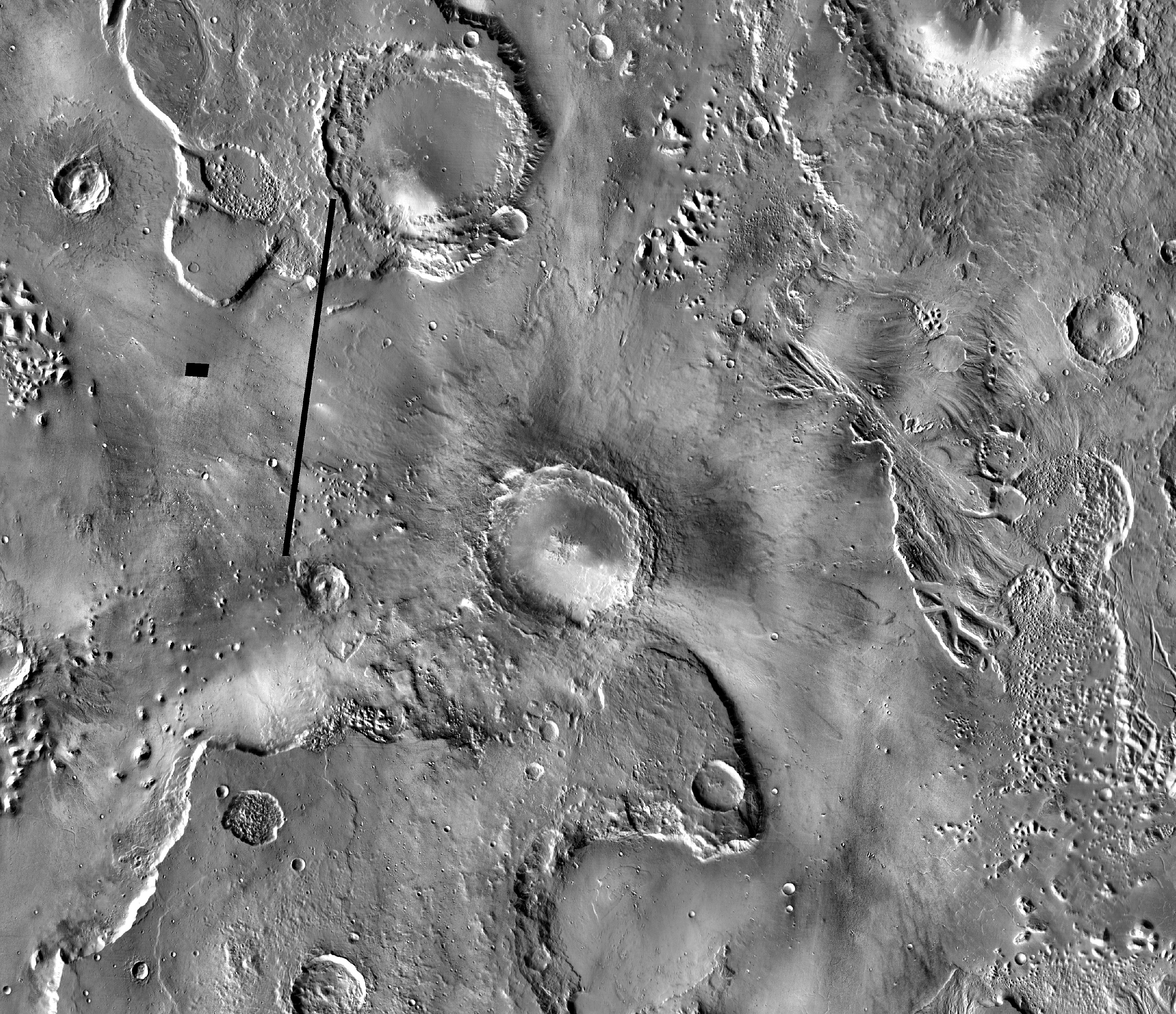
Положення кратера Сагана відносно інших об’єктів: посередині кратер Mojave, кратер Сагана правобіч угорі.